# 사회구성체 (마르크스주의)
사회구성체(독일어: Gesellschaftsformation)는 마르크스주의의 개념으로, 자본주의 이전의 생산양식을 유지하는 자본주의 생산양식과 이코노미의 제도적 맥락 사이의 구체적이고 역사적인 관계를 가리킨다. 이러한 자본주의 생산양식 이론은 카를 마르크스의 《자본론》에서 찾을 수 있다.
마르크스는 사회의 경제적, 정치적 발전을 분석하는 데 이 용어를 사용했다.
카를 마르크스는 사회경제적 구성체 문제가 최종적으로 해결되었다고 전제하지 않았고, 다양한 저서에서 다양한 구성체를 구분했다.
마르크스는 사회경제적 구성체에 대한 완전한 이론을 공식화하지는 않았지만, 그의 진술을 일반화하여 소련의 역사학자들은 지배적인 산업 관계와 소유 형태에 따라 다섯 가지 구성체를 구분했다고 결론 내렸다.
- 선사 시대
- 노예제
- 봉건제
- 자본주의
- 공산주의

마르크스는 자본가와 임금 노동자 사이의 권력 관계를 이해하기 위한 패러다임을 취했다. 그는 "자본주의 이전 시스템에서는 대부분의 사람들이 자신의 운명을 통제하지 못하는 것이 명백했다. 예를 들어 봉건제에서는 농노들이 영주를 위해 일해야 했다. 자본주의는 사람들이 이론적으로 스스로 또는 타인을 위해 선택하여 일할 수 있다는 점에서 달라 보인다. 하지만 대부분의 노동자들은 봉건 농노만큼 자신의 삶에 대한 통제력이 거의 없다."고 말했다.

## 문헌
- Cohen, G. A. 1978. Karl Marx's Theory of History: A Defence. Princeton, NJ: Princeton University Press. Expanded ed., 2000.
- 카를 마르크스: Die deutsche Ideologie (1844). In: MEW 3, Berlin: Dietz 1956 ff.
- 카를 마르크스: Manifest der Kommunistischen Partei (1844). In: MEW 4, Berlin: Dietz 1956 ff.
- 카를 마르크스: Zur Kritik der Politischen Ökonomie (1859). In: MEW 13, Berlin: Dietz 1956 ff.
- Konrad Lotter, Reinhard Meiners, Elmar Treptow: Marx-Engels-Begriffslexikon. Beck, München 1984, ISBN 3-406-09273-X, S. 135 ff.
- 루카치 죄르지: Geschichte und Klassenbewußtsein (1923), Berlin: Luchterhand 1973.
- Dieter Nohlen, Rainer-Olaf Schultze (Hg.): Lexikon der Politikwissenschaft. Theorien, Methoden, Begriffe. Bd. 1, 2005, S. 301.